# مگارجل (آلاباما)
مگارجل (به انگلیسی: Megargel) شهرکی در شهرستان مونرو ایالت آلاباما است که مساحت آن ۱٫۷۸ کیلومترمربع است و در سرشماری سال ۲۰۱۰ میلادی، ۶۲ نفر جمعیت داشته و تراکم جمعیتی آن، ۳۴٫۸۳ در کیلومترمربع بوده است.